# Regal Academy
Regal Academy je italský dětský animovaný televizní seriál, který vytvořil Iginio Straffi. Produkuje jej studio Rainbow. Premiéra prvního dílu proběhla 21. května 2016 na stanici Rai YoYo. V USA se seriál začal vysílat 13. srpna 2016 na stanici Nickelodeon. Příběh seriálu je o dospívající dívce Rose, která pochází ze Země, jež objeví klíč, který vede do světa pohádek, kde tyto pohádky ožívají. Rose poté skončí v prestižní škole Královské akademii, kde zjišťuje, že je vnučkou ředitelky Popelkové. Rose se rozhodne zapsat se do Královské akademie, aby se naučila používat kouzla. Přitom spolu s přáteli prožívá různá dobrodružství.

## Obsazení
- Chiara Francese jako Rose Popelková (český dabing: Anežka Saicová)
- Giulia Targuini jako Astorie Lociková (český dabing: Viktorie Taberyová)
- Alex Polidori jako Hawk Snowwhite (český dabing: Jiří Köhler)
- Emanuela Lonica jako Joy Le Frogová (český dabing: Jitka Jirsová)
- Manuel Meni jako Travis Beast (český dabing: Jindřich Žampa)
- Elena Perino jako LingLing IronFanová (český dabing: Patricie Soukupová)
- Eleonora Reti jako Vicky Broomsticková (český dabing: Milada Vaňkátová)
- Joy Saltarelli jako Ruby Stepsisterová (český dabing: Adéla Nováková)
- Margherita De Risi jako Kira Snow Queenová (2. řada), (český dabing: Adéla Nováková)
- Alessio De Filippis jako Shawn Beast (2. řada), (český dabing: Robin Pařík)
- Emanuele Ruzza jako Cyrus Broomstick

## Vysílání
| Řada | Díly | Premiéra v Itálii  | Premiéra v Itálii  | Premiéra v ČR  | Premiéra v ČR  |
| Řada | Díly | První díl          | Poslední díl       | První díl      | Poslední díl   |
| ---- | ---- | ------------------ | ------------------ | -------------- | -------------- |
| 1    | 26   | 21. května 2016    | 15. listopadu 2016 | 2. dubna 2017  | 20. srpna 2017 |
| 2    | 26   | 28. listopadu 2017 | 8. října 2018      | 6. května 2018 | 9. září 2018   |